# Nina Lerch
Nina Lerch (* 1984 in Traben-Trarbach) ist eine deutsche Politikwissenschaftlerin und Politikerin der SPD. Von 2021 bis 2023 war sie Mitglied des Abgeordnetenhauses von Berlin.

## Leben
Nina Lerch beendete den Schulbesuch in ihrer Heimatstadt mit dem Abitur. Sie studierte Politische Wissenschaften, Volkswirtschaftslehre sowie Neuere und Neuste Geschichte an den Universitäten in Bonn und Köln mit Masterabschluss. Sie arbeitete seit 2011 bei der Stiftung Haus der Geschichte der Bundesrepublik Deutschland.
Sie ist verheiratet und hat zwei Kinder.

## Partei und Politik
Bei der Abgeordnetenhauswahl 2021 erhielt sie ein Direktmandat im Wahlkreis Neukölln 5. Bei der Wiederholungswahl 2023 verlor sie ihr Mandat.